# Svetlana Zakharova
Svetlana Zakharova (Lutsk, 10 de junho de 1979) é uma bailarina da Ucrânia.

## Prêmios
- Prêmio especial Our Hope pela sua performance em Baltika (1997).
- O Golden Mask Award pela sua performance em Serenade (1999).
- O Golden Mask Award pela sua performance em The Sleeping Beauty (2000).
- O prêmio especial de São Petersburgo, People of Our City, pelas suas realizações no ballet (2001).
- O prêmio Benois de la Danse pela sua performance em A Midsummer Night's Dream (2005).